# Hawksworth (Nottinghamshire)
Hawksworth – wieś w Anglii, w hrabstwie Nottinghamshire, w dystrykcie Rushcliffe. Leży 18 km na wschód od miasta Nottingham i 172 km na północ od Londynu. Miejscowość liczy 127 mieszkańców.